# El Mina
El-Mina (الميناء) o El Mina, que significa "puerto" en árabe, es una ciudad costera en el norte de Líbano. El-Mina ocupa el lugar de la antigua ciudad fenicia de Trípoli, la segunda ciudad más grande de Líbano. Actúa como la ciudad portuaria de Trípoli, situado a 5 km al este.

## Historia
El Mina es el lugar de la antigua ciudad de Trípoli, que se remonta a la época fenicia, y es una de las ciudades más antiguas del Líbano, junto a Biblos, Tiro y Sidón. El sitio de la ciudad de Trípoli se trasladó hacia el interior después de la reconquista islámica de los cruzados, y hoy en día El-Mina se convirtió en el distrito del puerto de Trípoli, con el tiempo que su consejo municipal propio en el comienzo del siglo XX, separada de la de Trípoli, pero dentro del contexto de la Gran Trípoli.
El Mina está rodeada de islas. En uno de ellos se encuentra la Reserva natural de las Islas Palma.
- Datos: Q3777059
- Multimedia: El Mina, Lebanon / Q3777059